# Santa Maria de Sales
L'ermita de Santa Maria de Sales és un edifici religiós de Viladecans (Baix Llobregat) inclòs en l'Inventari del Patrimoni Arquitectònic de Catalunya.
Està situada junt el cementiri de Viladecans, al Pla de les Deodates.
A la dècada de 1960 es va construir al barri de can Batllori, la nova església de Santa Maria de Sales

## Descripció
Es tracta d'una església d'una sola nau coberta amb volta de canó. La porta antiga era situada a migdia (en resten vestigis), mentre que l'actual és a ponent, de factura moderna i protegida per un ampli porxo d'accés lateral, cobert per una teulada a doble vessant i amb una sola obertura al davant. La porta és allindanada i conserva la inscripció "ALLS 9 DE FABRER DE 1694", jovelles a dreta i esquerra, motllura a manera de trencaaigües, porta de quarterons i reixa de ferro. Per damunt de la línia de façana s'alça un campanar d'espadanya d'un sol ull fet amb pedra vermella.
A la nau, de tradició romànica, s'hi conserven vestigis de pintures murals romàniques (sanefes) emplaçades al mur sud. L'absis, posterior a la nau, és poligonal, cobert amb volta de creueria i amb culdellànties. És fruit de la reforma de la capella als segles XVI-XVII. Ambdós cossos no resten ben lligats.
L'aparell de la nau sembla de carreus, mentre que el de l'absis és de maçoneria i reble. L'absis conserva alguns contraforts.

## Història
L'ermita fou emplaçada damunt les restes de la "Vila Caius", una antiga vil·la rural romana on s'hi han realitzat diverses campanyes d'excavacions.
El lloc de "Gaiano vel de Sales" és documentat des del segle x. Els comtes de Barcelona hi posseïen un alou del qual cediren una part, també en alou, al monestir de Sant Cugat. L'església de Santa Maria de Sales és documentada des del 1141, en una donació feta per Guillem de Santa Oliva i la seva muller Estefania. A partir del 1305 hi hagué una comunitat de Deodates (religioses seglars que es donaven a si mateixes al servei d'una institució religiosa, com ermites o hospitals de pobres i peregrins). Les Deodates van ser expulsades poc després (1333 ó 1334) pel bisbe Ponç de Gualba, el seu nebot, en connivència amb el rector de Sant Climent del Llobregat, va passar a administrar els béns de la comunitat. Als segles XVI, XVII i XVIII hi havia ermitans.
Fins al 1851 l'ermita de Sales depengué de la parròquia de Sant Climent. En aquest any fou traslladada a la de Viladecans.
El 1869 l'Ajuntament de Viladecans s'apropià de l'ermita i substituí l'ermità per l'enterramorts, càrrec que va romandre fins al 1900, quan el bisbe recuperava la capella ermitana i la tancava al culte. El 1913 el bisbe Laguarda nomenava un ermità a Santa Maria de Sales.
L'altar barroc que hi havia a l'absis va ser venut als inicis del segle XX al secretari del bisbat de Barcelona.